# Squadra svedese di Coppa Davis
La squadra svedese di Coppa Davis rappresenta la Svezia in Coppa Davis dal 1925. È una delle nazionali più titolate essendosi aggiudicata la Coppa in sette occasioni, sei delle quali da quando esiste il World Group, e cioè dal 1981, ha inoltre disputato altre 5 finali.

## Palmarès
- 7 vittorie (1975, 1984, 1985, 1987, 1994, 1997, 1998)
- 5 finali (1983, 1986, 1988, 1989, 1996)

## Organico 2024
Vengono di seguito illustrati i convocati per ogni singolo turno della Coppa Davis 2024. A sinistra dei nomi la nazione affrontata e il risultato finale. Fra parentesi accanto ai nomi, il ranking del giocatore nel momento della disputa degli incontri (la "d" indica che il ranking corrisponde alla specialità del doppio).
| Qualificazioni Gruppo Mondiale | Qualificazioni Gruppo Mondiale                                                                  |
| Brasile (1-3)                  | Elias Ymer (160) Karl Friberg (364) Leo Borg (394) André Göransson (67 d) Filip Bergevi (143 d) |
| ------------------------------ | ----------------------------------------------------------------------------------------------- |

| Gruppo Mondiale I - Turno Principale | Gruppo Mondiale I - Turno Principale                                                             |
| India (4-0)                          | Elias Ymer (238) Leo Borg (603) Adam Heinonen (751) André Göransson (66 d) Filip Bergevi (125 d) |
| ------------------------------------ | ------------------------------------------------------------------------------------------------ |

## Risultati
= Incontro del Gruppo Mondiale

### 2010-2019
| Anno | Turno                          | Data            | Sede                 | Avversario  | Punteggio | Esito     |
| ---- | ------------------------------ | --------------- | -------------------- | ----------- | --------- | --------- |
| 2010 | Gruppo Mondiale, 1º turno      | 5-7 marzo       | Stoccolma (SWE)      | Argentina   | 2–3       | Sconfitta |
| 2010 | Spareggi Gruppo Mondiale       | 17-19 settembre | Lidköping (SWE)      | Italia      | 3–2       | Vittoria  |
| 2011 | Gruppo Mondiale, 1º turno      | 4-6 marzo       | Borås (SWE)          | Russia      | 3–2       | Vittoria  |
| 2011 | Gruppo Mondiale, Quarti        | 8-10 luglio     | Halmstad (SWE)       | Serbia      | 1–4       | Sconfitta |
| 2012 | Gruppo Mondiale, 1º turno      | 10-12 febbraio  | Niš (SRB)            | Serbia      | 1–4       | Sconfitta |
| 2012 | Spareggi Gruppo Mondiale       | 14-16 settembre | Bruxelles (BEL)      | Belgio      | 0–5       | Sconfitta |
| 2013 | Gruppo I, 2º turno             | 5-7 aprile      | Dnipropetrovsk (UKR) | Ucraina     | 2–3       | Sconfitta |
| 2013 | Gruppo I, Playout 1º turno     | 13-15 settembre | Bratislava (SVK)     | Slovacchia  | 2–3       | Sconfitta |
| 2013 | Gruppo I, Playout 2º turno     | 25-27 ottobre   | Helsingborg (SWE)    | Danimarca   | 3–2       | Vittoria  |
| 2014 | Gruppo I, 2º turno             | 4-6 aprile      | Malmö (SWE)          | Ucraina     | 1–4       | Sconfitta |
| 2014 | Gruppo I, Playout 1º turno     | 12-14 settembre | Bucarest (ROU)       | Romania     | 1–3       | Sconfitta |
| 2014 | Gruppo I, Playout 2º turno     | 24-26 ottobre   | Jönköping (SWE)      | Lettonia    | 3–2       | Vittoria  |
| 2015 | Gruppo I, 1º turno             | 6-8 marzo       | Örebro (SWE)         | Austria     | 2–3       | Sconfitta |
| 2015 | Gruppo I, Playout 2º turno     | 30 ott-1 nov    | Slagelse (DNK)       | Danimarca   | 3–2       | Vittoria  |
| 2016 | Gruppo I, 1º turno             | 4-6 marzo       | Kazan' (RUS)         | Russia      | 0–5       | Sconfitta |
| 2016 | Gruppo I, Playout 1º turno     | 16-18 settembre | Båstad (SWE)         | Paesi Bassi | 0–5       | Sconfitta |
| 2016 | Gruppo I, Playout 2º turno     | 28-30 ottobre   | Ramat HaSharon (ISR) | Israele     | 1–3       | Sconfitta |
| 2017 | Gruppo II, 1º turno            | 3-5 febbraio    | Tunisia (TUN)        | Tunisia     | 3–2       | Vittoria  |
| 2017 | Gruppo II, Playoff 1º turno    | 7-9 aprile      | Adalia (TUR)         | Turchia     | 4–1       | Vittoria  |
| 2017 | Gruppo II, Playoff 2º turno    | 15-17 settembre | Båstad (SWE)         | Lituania    | 5–0       | Vittoria  |
| 2018 | Gruppo I, 1º turno             | 1-3 febbraio    | Dnipro (UKR)         | Ucraina     | 3–2       | Vittoria  |
| 2018 | Gruppo I, Playoff 2º turno     | 5-7 aprile      | Stoccolma (SWE)      | Portogallo  | 3–2       | Vittoria  |
| 2018 | Spareggi Gruppo Mondiale       | 14-16 settembre | Bienne (CHE)         | Svizzera    | 3–2       | Vittoria  |
| 2019 | Qualificazioni Gruppo Mondiale | 1-2 febbraio    | Bogotà (COL)         | Colombia    | 0–4       | Sconfitta |
| 2019 | Gruppo I, Playoff              | 12-14 settembre | Stoccolma (SWE)      | Israele     | 3–1       | Vittoria  |

### 2020-2029
| Anno | Turno                               | Data            | Sede              | Avversario           | Punteggio | Esito     |
| ---- | ----------------------------------- | --------------- | ----------------- | -------------------- | --------- | --------- |
| 2020 | Qualificazioni Gruppo Mondiale      | 6-7 marzo       | Stoccolma (SWE)   | Cile                 | 3–1       | Vittoria  |
| 2021 | Gruppo Mondiale, Round Robin        | 25 novembre     | Madrid (ESP)      | Canada               | 3–0       | Vittoria  |
| 2021 | Gruppo Mondiale, Round Robin        | 27 novembre     | Madrid (ESP)      | Kazakistan           | 1–2       | Sconfitta |
| 2021 | Gruppo Mondiale, Quarti             | 2 dicembre      | Madrid (ESP)      | Russia               | 0–2       | Sconfitta |
| 2022 | Qualificazioni Gruppo Mondiale      | 4-5 marzo       | Helsingborg (SWE) | Giappone             | 3–2       | Vittoria  |
| 2022 | Gruppo Mondiale, Round Robin        | 13 settembre    | Bologna (ITA)     | Argentina            | 2-1       | Vittoria  |
| 2022 | Gruppo Mondiale, Round Robin        | 15 settembre    | Bologna (ITA)     | Croazia              | 1-2       | Sconfitta |
| 2022 | Gruppo Mondiale, Round Robin        | 18 settembre    | Bologna (ITA)     | Italia               | 1-2       | Sconfitta |
| 2023 | Qualificazioni Gruppo Mondiale      | 3-4 febbraio    | Stoccolma (SWE)   | Bosnia ed Erzegovina | 3–1       | Vittoria  |
| 2023 | Gruppo Mondiale, Round Robin        | 12 settembre    | Bologna (ITA)     | Cile                 | 0-3       | Sconfitta |
| 2023 | Gruppo Mondiale, Round Robin        | 14 settembre    | Bologna (ITA)     | Canada               | 0-3       | Sconfitta |
| 2023 | Gruppo Mondiale, Round Robin        | 17 settembre    | Bologna (ITA)     | Italia               | 1-2       | Sconfitta |
| 2024 | Qualificazioni Gruppo Mondiale      | 2-3 febbraio    | Helsingborg (SWE) | Brasile              | 1–3       | Sconfitta |
| 2024 | Gruppo Mondiale I, Turno principale | 14-15 settembre | Stoccolma (SWE)   | India                | 4–0       | Vittoria  |

## Statistiche giocatori
Di seguito la classifica dei tennisti svedesi con almeno una partecipazione in Coppa Davis, ordinati in base al numero di vittorie. In caso di parità si tiene conto del maggior numero di incontri disputati; in caso di ulteriore parità viene dato più valore agli incontri in singolare; come quarto e ultimo criterio viene considerata la data d'esordio. In grassetto quelli tuttora in attività.

Aggiornato alla Coppa Davis 2025 (Svezia-Australia 1-3).
| #  | Tennista           | Singolare | Doppio | Totale |
| -- | ------------------ | --------- | ------ | ------ |
| 1  | Ulf Schmidt        | 44-25     | 22-11  | 66-36  |
| 2  | Jan-Erik Lundquist | 47-16     | 17-11  | 64-27  |
| 3  | Lennart Bergelin   | 43-17     | 19-9   | 62-26  |
| 4  | Sven Davidson      | 39-14     | 23-9   | 62-23  |
| 5  | Torsten Johansson  | 33-13     | 18-8   | 51-21  |
| 6  | Stefan Edberg      | 35-15     | 12-8   | 47-23  |
| 7  | Björn Borg         | 37-3      | 8-8    | 45-11  |
| 8  | Mats Wilander      | 36-16     | 7-2    | 43-18  |
| 9  | Jonas Björkman     | 18-11     | 21-14  | 39-25  |
| 10 | Anders Järryd      | 16-3      | 20-14  | 36-17  |
| 11 | Ove Bengtson       | 7-14      | 15-14  | 22-28  |
| 12 | Elias Ymer         | 18-18     | 1-3    | 19-21  |
| 13 | Nicklas Kulti      | 5-3       | 14-2   | 19-5   |
| 14 | Thomas Johansson   | 17-13     | 1-3    | 18-16  |
| 15 | Karl Schröder      | 11-6      | 6-3    | 17-9   |
| 16 | Mikael Ymer        | 16-8      | 0-1    | 16-9   |
| 17 | Robert Lindstedt   | 0-3       | 16-6   | 16-9   |
| 18 | Thomas Enqvist     | 15-10     | 0-1    | 15-11  |
| 19 | Robin Söderling    | 13-3      | 1-1    | 14-4   |
| 20 | Kjell Johansson    | 13-11     | 0-0    | 13-11  |
| 21 | Magnus Larsson     | 12-4      | 1-2    | 13-6   |
| 22 | Markus Eriksson    | 7-9       | 4-3    | 11-12  |
| 23 | Magnus Gustafsson  | 10-4      | 0-0    | 10-4   |
| 24 | Johan Brunström    | 0-1       | 9-6    | 9-7    |
| 25 | Sune Malmström     | 7-7       | 1-5    | 8-12   |
| 26 | Henrik Sundström   | 8-2       | 0-0    | 8-2    |
| 27 | Magnus Norman      | 7-6       | 0-0    | 7-6    |
| 28 | Joakim Nyström     | 4-3       | 3-0    | 7-3    |
| 29 | Mikael Tillström   | 2-3       | 5-0    | 7-3    |
| 30 | Jonas Svensson     | 7-2       | 0-0    | 7-2    |

| #  | Tennista            | Singolare | Doppio | Totale |
| -- | ------------------- | --------- | ------ | ------ |
| 31 | Curt Östberg        | 3-7       | 3-4    | 6-11   |
| 32 | Simon Aspelin       | 0-2       | 6-6    | 6-8    |
| 33 | Rolf Norberg        | 4-2       | 2-3    | 6-5    |
| 34 | Hans Simonsson      | 0-0       | 6-3    | 6-3    |
| 35 | Jan Apell           | 0-0       | 6-0    | 6-0    |
| 36 | Birger Andersson    | 5-7       | 0-0    | 5-7    |
| 37 | Hans Nerell         | 2-5       | 3-2    | 5-7    |
| 38 | Nils Rohlsson       | 1-3       | 4-2    | 5-5    |
| 39 | André Göransson     | 0-0       | 4-9    | 4-9    |
| 40 | Christian Lindell   | 4-3       | 0-0    | 4-3    |
| 41 | Kent Carlsson       | 4-1       | 0-0    | 4-1    |
| 42 | Christian Bergström | 3-0       | 1-0    | 4-0    |
| 43 | Andreas Vinciguerra | 3-12      | 0-0    | 3-12   |
| 44 | Marcus Wallenberg   | 3-5       | 0-4    | 3-9    |
| 45 | Joachim Johansson   | 2-5       | 1-0    | 3-5    |
| 46 | Mikael Pernfors     | 3-3       | 0-0    | 3-3    |
| 47 | Per Hjertquist      | 3-1       | 0-1    | 3-2    |
| 48 | Isak Arvidsson      | 2-8       | 0-3    | 2-11   |
| 49 | Stefan Simonsson    | 2-3       | 0-2    | 2-5    |
| 50 | Ingvar Garell       | 1-5       | 1-0    | 2-5    |
| 51 | Leif Johansson      | 2-4       | 0-0    | 2-4    |
| 52 | Leo Borg            | 2-4       | 0-0    | 2-4    |
| 53 | Henrik Holm         | 0-3       | 2-1    | 2-4    |
| 54 | Filip Bergevi       | 0-0       | 2-4    | 2-4    |
| 55 | Jan Gunnarsson      | 0-1       | 2-2    | 2-3    |
| 56 | Jan Norback         | 1-0       | 1-1    | 2-1    |
| 57 | Harry Ramberg       | 1-3       | 0-2    | 1-5    |
| 58 | Lars Olander        | 1-3       | 0-2    | 1-5    |
| 59 | Morgan Hultman      | 1-3       | 0-0    | 1-3    |
| 60 | Bo Holmström        | 1-2       | 0-1    | 1-3    |

| #  | Tennista               | Singolare | Doppio | Totale |
| -- | ---------------------- | --------- | ------ | ------ |
| 61 | Tenny Svensson         | 0-1       | 1-1    | 1-2    |
| 62 | Andreas Siljeström     | 0-0       | 1-2    | 1-2    |
| 63 | Christer Holm          | 1-1       | 0-0    | 1-1    |
| 64 | Patrik Rosenholm       | 1-1       | 0-0    | 1-1    |
| 65 | Jonathan Mridha        | 1-1       | 0-0    | 1-1    |
| 66 | Peter Lundgren         | 0-0       | 1-1    | 1-1    |
| 67 | Ake Eliaeson           | 1-0       | 0-0    | 1-0    |
| 68 | Bengt Axelsson         | 1-0       | 0-0    | 1-0    |
| 69 | Martin Carlstein       | 0-0       | 1-0    | 1-0    |
| 70 | Douglas Palm           | 0-0       | 1-0    | 1-0    |
| 71 | Rikard Bergh           | 0-0       | 1-0    | 1-0    |
| 72 | Michael Ryderstedt     | 0-5       | 0-1    | 0-6    |
| 73 | Carl Erik Von Braun    | 0-2       | 0-1    | 0-3    |
| 74 | John Soderström        | 0-2       | 0-1    | 0-3    |
| 75 | Dragoș Nicolae Mădăraș | 0-2       | 0-1    | 0-3    |
| 76 | Sigurd Karlborg        | 0-2       | 0-0    | 0-2    |
| 77 | Stig Martensson        | 0-2       | 0-0    | 0-2    |
| 78 | Staffan Stockenberg    | 0-2       | 0-0    | 0-2    |
| 79 | Filip Prpic            | 0-2       | 0-0    | 0-2    |
| 80 | Daniel Windahl         | 0-2       | 0-0    | 0-2    |
| 81 | Thomas Hallberg        | 0-1       | 0-1    | 0-2    |
| 82 | Henning Müller         | 0-0       | 0-2    | 0-2    |
| 83 | Fred Simonsson         | 0-0       | 0-2    | 0-2    |
| 84 | Borje Fornstedt        | 0-1       | 0-0    | 0-1    |
| 85 | Hakan Zahr             | 0-1       | 0-0    | 0-1    |
| 86 | Ervin Eleskovic        | 0-1       | 0-0    | 0-1    |
| 87 | Karl Friberg           | 0-1       | 0-0    | 0-1    |
| 88 | Charles Wennergren     | 0-0       | 0-1    | 0-1    |

## Andamento
La seguente tabella riflette l'andamento della squadra dal 1990 ad oggi.
| Pos.           | 90 | 91 | 92 | 93 | 94 | 95 | 96 | 97 | 98 | 99 | 00 | 01 | 02 | 03 | 04 | 05 | 06 | 07 | 08 | 09 | 10 | 11 | 12 | 13 | 14 | 15 | 16 | 17 | 18 | 19 | 21 | 22 | 23 | 24 |
| -------------- | -- | -- | -- | -- | -- | -- | -- | -- | -- | -- | -- | -- | -- | -- | -- | -- | -- | -- | -- | -- | -- | -- | -- | -- | -- | -- | -- | -- | -- | -- | -- | -- | -- | -- |
| Campione       |    |    |    |    | 5° |    |    | 6° | 7° |    |    |    |    |    |    |    |    |    |    |    |    |    |    |    |    |    |    |    |    |    |    |    |    |    |
| Finalista      |    |    |    |    |    |    |    |    |    |    |    |    |    |    |    |    |    |    |    |    |    |    |    |    |    |    |    |    |    |    |    |    |    |    |
| SF             |    |    |    |    |    |    |    |    |    |    |    |    |    |    |    |    |    |    |    |    |    |    |    |    |    |    |    |    |    |    |    |    |    |    |
| QF             |    |    |    |    |    |    |    |    |    |    |    |    |    |    |    |    |    |    |    |    |    |    |    |    |    |    |    |    |    |    |    |    |    |    |
| OF             |    |    |    |    |    |    |    |    |    |    |    |    |    |    |    |    |    |    |    |    |    |    |    |    |    |    |    |    |    |    |    |    |    |    |
| Qualificazioni | x  | x  | x  | x  | x  | x  | x  | x  | x  | x  | x  | x  | x  | x  | x  | x  | x  | x  | x  | x  | x  | x  | x  | x  | x  | x  | x  | x  | x  |    |    |    |    |    |
| Gruppo I       |    |    |    |    |    |    |    |    |    |    |    |    |    |    |    |    |    |    |    |    |    |    |    |    |    |    |    |    |    |    |    |    |    |    |
| Gruppo II      |    |    |    |    |    |    |    |    |    |    |    |    |    |    |    |    |    |    |    |    |    |    |    |    |    |    |    |    |    |    |    |    |    |    |
| Gruppo III     | x  | x  |    |    |    |    |    |    |    |    |    |    |    |    |    |    |    |    |    |    |    |    |    |    |    |    |    |    |    |    |    |    |    |    |
| Gruppo IV      | x  | x  | x  | x  | x  | x  | x  |    |    |    |    |    |    | x  |    |    |    |    |    |    | x  | x  | x  | x  | x  | x  | x  | x  | x  | x  |    |    |    |    |

Legenda
- Campione: La squadra ha conquistato la Coppa Davis.
- Finalista: La squadra ha disputato e perso la finale.
- SF: La squadra è stata sconfitta in semifinale.
- QF: La squadra è stata sconfitta nei quarti di finale.
- OF: La squadra è stata sconfitta negli ottavi di finale (1º turno). Dal 2019 sostituito dal Round Robin.
- Qualificazioni: La squadra è stata sconfitta al turno di qualificazione. Istituito nel 2019.
- Gruppo I: La squadra ha partecipato al Gruppo I della propria zona di appartenenza.
- Gruppo II: La squadra ha partecipato al Gruppo II della propria zona di appartenenza.
- Gruppo III: La squadra ha partecipato al Gruppo III della propria zona di appartenenza.
- Gruppo IV: La squadra ha partecipato al Gruppo IV della propria zona di appartenenza.
- x: Ove presente, la x indica che in quel determinato anno, il Gruppo in questione non è esistito nella zona geografica di appartenenza della squadra.